# Pardina (gmina)
Pardina – gmina w Rumunii, w okręgu Tulcza. Obejmuje tylko jedną miejscowość Pardina. W 2011 roku liczyła 527 mieszkańców. 